# 戈爾巴奇 (博布羅維齊亞區)
50°47′46″N 31°36′57″E / 50.79611°N 31.61583°E
戈爾巴奇（烏克蘭語：Горбачі）是烏克蘭北部的村莊，隸屬切爾尼希夫州的尼任區。該村始建於1939年，面積4平方公里，海拔高度133米，2006年人口374，人口密度每平方公里94.09人。